# Shahin Shahniyarov
Shahin Shahniyarov (Gabala, 1 de enero de 2005) es un futbolista azerí que juega en la demarcación de centrocampista para el FK Qäbälä de la Liga Premier de Azerbaiyán.

## Selección nacional
Tras jugar en las categorías inferiores de la selección, finalmente hizo su debut con la selección de Azerbaiyán el 25 de marzo de 2025 en un encuentro amistoso contra Bielorrusia que finalizó con un resultado de 0-2 a favor del combinado bielorruso tras los goles de Pavel Zabelin y Mikita Dzemchanka.

## Clubes
| Club      | País       | Año   | Partidos | Goles |
| --------- | ---------- | ----- | -------- | ----- |
| FK Qäbälä | Azerbaiyán | 2024- | 35       | 3     |